# Mykola Makarenko

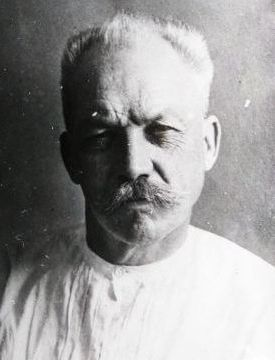
Mykola Makarenko, 1930

Mykola Omeljanowytsch Makarenko (ukrainisch Микола Омелянович Макаренко; * 16. Februar 1877 in Moskaliwka, Rajon Romny, Oblast Sumy; † 4. Januar 1938 in Tomsk) war ein ukrainischer Archäologe und Kunsthistoriker, Entdecker des Gräberfeldes Mariupol und der Romny-Borschevo-Kultur. Er wurde Opfer von Stalins Terror, weil er sich weigerte, die Akte zur Vernichtung des St. Michaelskloster in Kiew zu unterzeichnen.

## Leben
Mykola Makarenko stammte aus einer Kosakenfamilie. 1897 absolvierte er das Lochwyzja-Gymnasium, 1902 die Zentrale Schule für technisches Zeichnen, 1905 das Kaiserliche Archäologische Institut in Sankt Petersburg. Ab 1902 arbeitete er in der Eremitage, ab 1910 als stellvertretender Chefkurator und Leiter der Antikabteilung. Gleichzeitig unterrichtete er Zeichnen in verschiedenen Bildungseinrichtungen und nahm an archäologischen, ethnografischen und kunsthistorischen Expeditionen und Forschungen teil, auch in der Ukraine. Er arbeitete mit Nicholas Roerich zusammen und war mit ihm befreundet. 1914 studierte er Museumsstudien in Deutschland, 1917 byzantinische Denkmäler von Trapezunt und Umgebung.
Im Jahr 1918 kam Mykola Makarenko nach Kiew, wurde Mitglied der Akademie der Wissenschaften der Ukraine und Direktor des Chanenko Museum. Es gelang ihm, die Exponate der Chanenko-Sammlung, die 1915 nach Moskau und St. Petersburg in das Rumjanzew-Museum, die Tretjakow-Galerie, das Iwan-Morosow-Museum und das Historische Museum gebracht wurden, nach Kiew zurückzuholen.
Er setzte seine Arbeit als Archäologe fort, entdeckte Siedlungen in der Nähe von Romny, Olbia, Oster und Pryluky und überwachte die Restaurierung von mittelalterlichen Kirchen und Klöstern in Tschernihiw, Kiew und Pryluky. 1924 beschrieb Makarenko in seinem Artikel Saporischschja Kleinode in der Eremitage eine Sammlung von 14 Kosakenfahnen aus dem 18. Jahrhundert, in dem er darauf hinwies, dass die Relikte meist gelb und blau waren. Im Jahr 1930 entdeckte und untersuchte er die spätneolithischen Bestattungen von Mariupol. Die Arbeiten waren eilig, da Asowstal am linken Ufer des Kalmius-Flusses an dessen Mündung in das Asowsche Meer an der Stelle des Gräberfeldes gebaut werden sollte.
Mykola Makarenko war der einzige Wissenschaftler, der sich 1934 weigerte, die Akte zum Abriss des St. Michaelskloster durch das Sowjetregime zu unterzeichnen. Er wurde sofort wegen Beteiligung an einer konterrevolutionären antisowjetischen Organisation verhaftet und für drei Jahre nach Kasan verbannt. Später wurde er durch NKWD wegen angeblicher Beteiligung an einer faschistischen konterrevolutionären Gruppe verhaftet und zu drei Jahren Lagerhaft verurteilt. Ein Jahr später wurde Mykola zum Tode verurteilt und am 4. Januar 1938 heimlich erschossen.